# 송범
송범(宋范, 본명: 송철교, 본명 한자: 宋喆敎, 1926년 3월 25일 ~ 2007년 6월 15일)은 대한민국의 무용가이다. 충청북도 청주(淸州) 출신이다.

## 생애
1943년 양정중학교 2학년에 다니던 중 최승희의 공연을 보고 감동을 받아 무용에 입문하였다. 양정중학교를 졸업하고 조택원과 장춘화에게 사사했다. 1948년 무용 <습작>을 데뷔작으로 본격적인 무용활동을 하기 시작하였다. 1949년 <출진>과 <인도연가>를 잇따라 선보이고 1950년에 <양자강><망향><유랑>등을 공연하였다. 잇따른 무용공연에 힘입어 1950년에 ‘송범무용연구소’를 개설하고 익년 ‘한국무용단’을 창설, 단장에 취임하였고, 1955년 6곡의 신작발표회를 가짐으로써 현대무용의 새로운 분야를 개척했다.
서울예술고등학교, 수도여자사범대학, 서라벌예술대학, 경희대학교, 상명여사대, 숙명여대, 서울대학교 사범대학 등의 무용강사를 역임했다. 서울특별시 문화위원, 한국무용협회 이사장, 예총 이사, 국립무용단 단장 등에 피임된 바 있으며, 〈종송〉으로 1968년도 서울시 문화상을 수상했다. 또한, 1968년 멕시코 올림픽 파견 한국민속예술단 지도위원, 1972년엔 뮌헨올림픽 파견 한국민속예술단 지도위원, 1972년에 뮌헨올림픽 파견 한국민속예술단 총연출 및 안무자로 세계 각국을 순회공연하여 절찬을 받은 바 있다. 1960년대 후반부터는 외국무용에서 한국무용으로 전향, 창작무용을 연구하였고, 대한민국예술원 회원을 지냈다.
- 1961년 한국무용협회 이사장을 역임, 1962년에는 한국예술문화단체 총연합회 이사를 역임하였다. 1969년 민속예술단 부단장으로 활동하였다. 1972년부터 중앙대학교 교수로 후학을 양성하였고 1991년 은퇴하였다. 1973년 국립무용단 단장으로 인정받았고 1979년 대한민국 무용제 운영위원으로 대한민국 무용계를 대표하였다. 1983년 대한민국예술원 회원으로 등록, 1997년 문화재보존회 무용단 안무자를 지냈으며 1998년 무용원로원 원장과 국립무용단 자문위원으로 활동하였다.

2007년 6월 15일 오전 캐나다 토론토의 자택에서 노환으로 인해 향년 81세의 나이로 사망하였다.
공로를 인정받아 1972년 대통령 표창, 1973년 국민훈장 동백장, 1979년 대한민국 문화예술상, 1984년 대한민국 예술원상을 받았다. 타계 후, 2007년에 한국무용에 기여한 공로로 금관문화훈장이 추서되었다.
주요 작품으로는 〈영은 살아 있다〉, 〈검은 태양〉, 〈멍든 산하(山河)〉 등의 외국무용과 〈강강수월래〉, 〈논개〉, 〈관등놀이〉 등의 한국무용이 있다.